# Морски ангели
Морските ангели (Squatina) са род акули с плоско тяло и широки гръдни перки, които много ги приближават на външен вид до скатовете. Родът Squatina е единствен род в семейството си, Squatinidae и разред Squatiniformes.
Морските ангели се заравят в пясъка на океанското дъно – това е тяхната маскировка. Оттам се нахвърлят върху преминаващата жертва. Морският ангел (Squatina squatina) е деликатесна храна. Живее в Средиземно море и Атлантическия океан.

## Класификация
Разред Морски ангели
- Семейство Морски ангели
  -  Род Морски ангели
    - Вид Squatina aculeata Cuvier, 1829
    - Вид Африкански морски ангел (Squatina africana) Regan, 1908
    - Вид Squatina albipunctata Last & White, 2008
    - Вид Аржентински морски ангел (Squatina argentina) Marini, 1930
    - Вид Squatina armata Philippi, 1887
    - Вид Австралийски морски ангел (Squatina australis) Regan, 1906
    - Вид Squatina californica Ayres, 1859
    - Вид Squatina dumeril Charles A. Lesueur, 1818
    - Вид Тайвански морски ангел (Squatina formosa) Shen & Ting, 1972
    - Вид Squatina guggenheim Marini, 1936
    - Вид Squatina heteroptera Castro-Aguirre, Pérez & Campos, 2007
    - Вид Японски морски ангел (Squatina japonica) Bleeker, 1858
    - Вид Индонезийски морски ангел (Squatina legnota) Last & White, 2008
    - Вид Мексикански морски ангел (Squatina mexicana) Castro-Aguirre, Pérez & Campos, 2007
    - Вид Squatina nebulosa Regan, 1906
    - Вид Squatina occulta Vooren & da Silva, 1992
    - Вид Squatina oculata Carlo L. Bonaparte, 1840
    - Вид Squatina pseudocellata Last & White, 2008
    - Вид Squatina punctata Marini, 1936
    - Вид Морски ангел (Squatina squatina) Linnaeus, 1758
    - Вид Squatina tergocellata McCulloch, 1914
    - Вид Squatina tergocellatoides Chen, 1963